# Deaf
Deaf è un album in studio di Foetus, qui accreditato come You've Got Foetus On Your Breath, progetto del musicista australiano James George Thirlwell, pubblicato nel 1981 dalla Self Immolation.
Venne ristampato in formato CD nel 1997 dalla Thirsty Ear Records per il mercato statunitense. Entrambe le edizioni furono in stampa limitata: duemila copie del LP e quattromila copie del CD.

## Tracce
Tutti i brani sono di James George Thirlwell.
1. New York or Bust – 2:00
2. Is That a Line? – 7:09
3. Why Can't It Happen to Me? – 3:14
4. I Am Surrounded by Incompetence – 4:52
5. What Have You Been Doing? – 5:32
6. Today I Started Slogging Again – 5:48
7. Harold MacMillan – 3:35
8. Thank Heaven for Push Button Phones – 4:26
9. Flashback – 3:37
10. Negative Energy – 15:55

## Formazione
- You've Got Foetus on Your Breath (James George Thirlwell) - performer